# Legion of the Dead
Legion of the Dead è un film statunitense del 2005 diretto da Paul Bales. È un B movie prodotto da The Asylum, società specializzata nelle produzioni di film a basso costo per il circuito direct-to-video.

## Trama
Antico Egitto. La regina Aneh-Tet, dopo aver regnato terrorizzando la popolazione e massacrando i suoi nemici, muore. Il suo corpo viene maledetto e quindi sepolto in un sarcofago in una località segreta.
Stati Uniti, anni duemila. Una squadra di egittologi arriva in una parco dove è stata scoperta un'antica tomba egiziana. La sacerdotessa Aneh-Tet si risveglia dal suo sonno durato quattromila anni e si mette in cerca di sei anime per riportare in vita la sua legione di mummie e di una vergine per riportare in vita il padre affinché domini il mondo da immortale. La giovane archeologa Molly tenta di fermarla fino ad arrivare ad una battaglia finale contro le forze delle tenebre.

## Produzione
Il film fu prodotto da Anthill Productions e The Asylum e girato ad Agua Dulce, Lancaster, Santa Clarita e Los Angeles, California nel 2005 con un budget stimato in 500.000 dollari. Il titolo di lavorazione fu Unravelled. È un film a basso costo simile, per la trama, al film horror del 1971 Exorcismus - Cleo, la dea dell'amore (Blood from the Mummy's Tomb).

## Distribuzione
Alcune delle uscite internazionali sono state:
- 3 marzo 2005 negli Stati Uniti (Legion of the Dead)
- 3 novembre 2006 in Giappone
- in Ungheria (A halottak légiója)
- in Grecia (I legeona ton zontanon nekron)

## Promozione
La tagline è: "An ancient tomb unearthed... An underworld army unleashed! ".